# Alfafar
Alfafar (en valencien et en castillan) est une commune espagnole située dans la province de Valence, dans la Communauté valencienne. Elle fait partie de la comarque de l'Horta Sud, dans la zone à prédominance linguistique valencienne. Sa population s'élevait à 21 879 habitants en 2023.

## Géographie

Localisation d'Alfafar
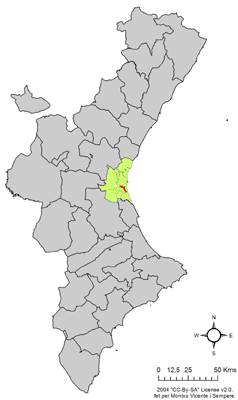
dans la Communauté valencienne.
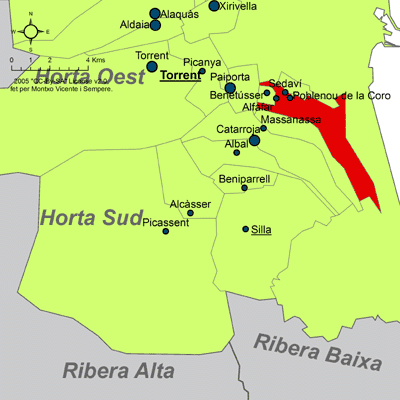
dans la comarque de l'Horta Sud.

Alfafar fait partie de la comarque historique de l'Horta de Valence et s'étend sur 10,10 km2 dans la banlieue méridionale de Valence. Au sud, une partie de son territoire est inclus dans la réserve naturelle d'Albufera.

### Communes limitrophes
| Benetússer Paiporta            | Sedaví  |         |
| Massanassa                     | Alfafar | Valence |
|                                | Valence |         |
| Enclave : Llocnou de la Corona |         |         |

## Histoire
Aux temps antiques, la Via Augusta passait à proximité de la ville actuelle, et a probablement donné lieu à la construction d'un petit village d'agriculteurs et de pêcheurs en raison de la proximité avec la lagune de l'Albufera.
Le centre de population actuel est issu d'une ferme andalouse appelée Alfolfar, toponyme pouvant signifier « poterie » (alfarería en espagnol) ou « endroit profond. » Cette population est attestée dès le IXe siècle ou Xe siècle, grâce à la découverte de céramiques retrouvées dans plusieurs fosses de la place du Pays de Valence.
En 1238, le roi Jacques Ier d'Aragon prend possession de la ville, d'après les premières donations enregistrée dans le Llibre del Repartiment. En janvier 1347, le roi Pierre IV d'Aragon a donné l'ensemble des terres à Pere Boïl, et élevant le domaine au rang de seigneurie le 14 février 1363. Cette famille resta en possession du domaine jusqu'à l'abolition des seigneuries en 1812.

## Démographie
| 1900  | 1910  | 1920  | 1930  | 1940  | 1950  | 1960  | 1970   | 1981   | 1991   | 2000   | 2005   | 2006   |
| ----- | ----- | ----- | ----- | ----- | ----- | ----- | ------ | ------ | ------ | ------ | ------ | ------ |
| 2.552 | 2.934 | 3.241 | 3.531 | 3.983 | 4.126 | 4.394 | 13.093 | 20.195 | 19.996 | 18.878 | 19.877 | 20.322 |

### Sources
- (es) Cet article est partiellement ou en totalité issu de l’article de Wikipédia en espagnol intitulé « Alfafar » (voir la liste des auteurs).